# Weeraphon Wichuma
Weeraphon Wichuma (en tailandés: วีรพล วิชุมา; 10 de agosto de 2004) es un deportista tailandés que compite en halterofilia. Participó en los Juegos Olímpicos de París 2024, obteniendo una medalla de plata en la categoría de 73 kg.

## Palmarés internacional
| Juegos Olímpicos | Juegos Olímpicos | Juegos Olímpicos | Juegos Olímpicos |
| Año              | Lugar            | Medalla          | Categoría        |
| ---------------- | ---------------- | ---------------- | ---------------- |
| 2024             | París (Francia)  | Medalla de plata | 73 kg            |